# Nácar

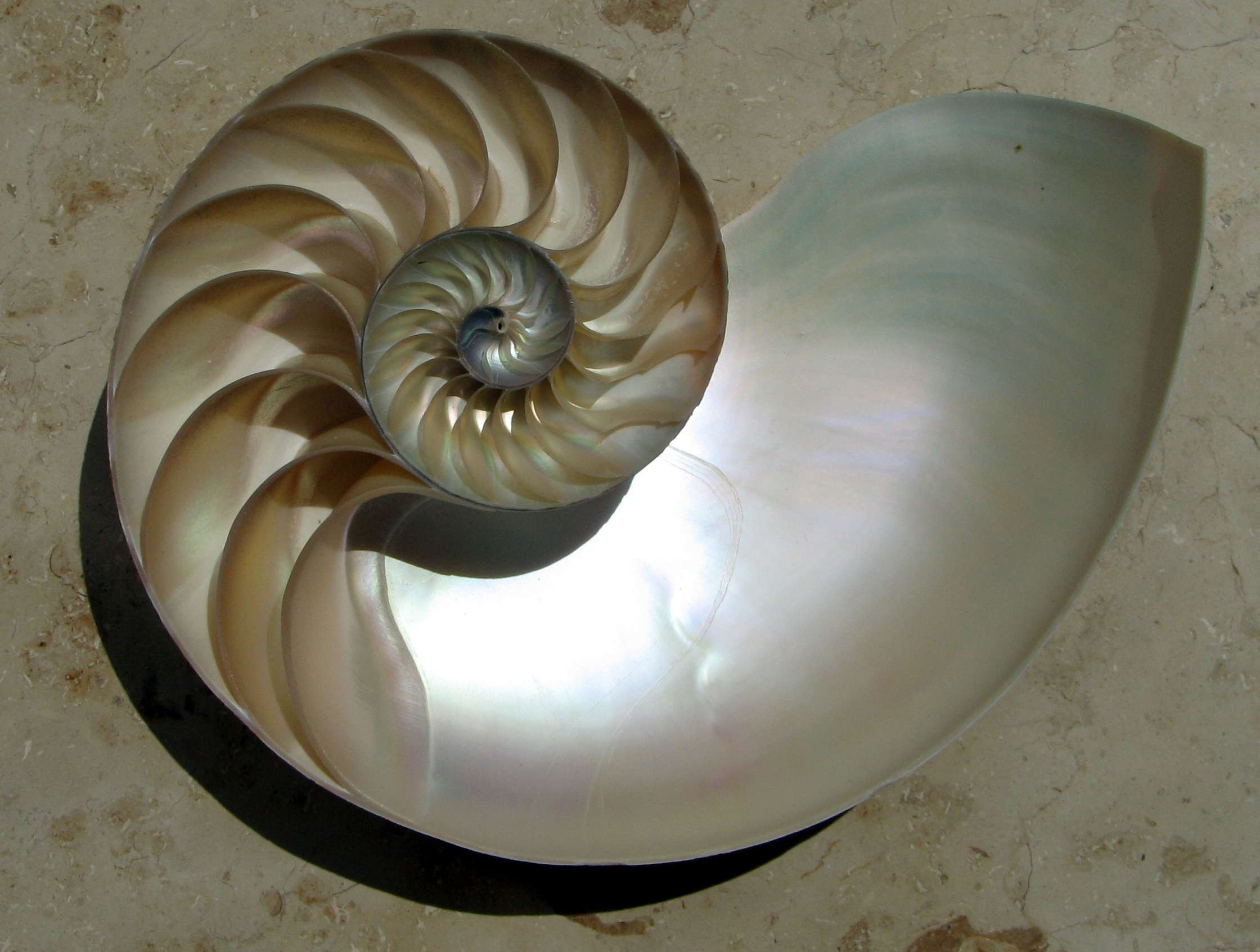
Nácar iridiscente dentro de una concha de Nautilus

El nácar, también llamado madreperla, es una sustancia orgánico-inorgánica, ya consolidada, dura, blanca, brillante y con reflejos irisados o iridiscentes. Forma la capa interna del caparazón de muchos moluscos, razón por la que algunas de estas especies lo segregan de manera considerable para reparar sus caparazones dañados o para enquistar (encapsular) objetos extraños dentro del organismo, mecanismo que es utilizado por los recolectores de perlas para administrar a unos determinados moluscos piezas en el interior que saben que cubrirán con el nácar, convirtiéndolos en perlas u otros objetos valiosos nacarados.
Las conchas que proporcionan el más hermoso nácar son las haliótidas, los nautilidos, las pintadinas entre otras. El nácar se emplea desde la Antigüedad en decoración, obras de marquetería, ebanistería fina, diapasones de instrumentos, joyería, y para adornar abanicos, botones, fichas y teléfonos. También se usa, como medida de seguridad, en los billetes del yen japonés.[cita requerida]

## Composición
El nácar (una especie de mucosa o baba) está compuesto por plaquetas hexagonales de aragonita (carbonato de calcio (CaCO3) cristalizado), de 10-20 µm de amplitud y 0,5 µm grosor, estructurados en continuas láminas paralelas. Estas estratificaciones del nácar se encuentran separadas y compactadas por secciones de una matriz orgánica compuesta de biopolímeros elásticos de conquiolina (como también lo son las moléculas de la quitina, lustrina o la seda).
| Nombre             | Muestra | Cod. Hex. | RGB | RGB | RGB | HSV | HSV | HSV |
| ------------------ | ------- | --------- | --- | --- | --- | --- | --- | --- |
| Nácar o madreperla |         | #FBF4E2   | 251 | 244 | 226 | 43° | 10% | 98% |

### Artificial
En el año 2012 un equipo de trabajo del Laboratorio Cavendish de la Universidad de Cambridge, Reino Unido, pudo fabricar un material, a temperatura ambiente y con un costo reducido, que es notablemente parecido al natural en estructura, conducta mecánica y apariencia óptica